# 每一天都值得欢庆
《每一天都值得欢庆》（英語：Every Day Is a Holiday）是美国歌手凯蒂·佩芮演唱和作词的一首歌曲并由公爵杜蒙制作。2015年11月23日，这首歌作为H&M圣诞活动一部分而发行。这首是受到福音所影响的圣诞舞曲，其讲述了爱是最好的圣诞礼物。《每一天都值得欢庆》伴随的宣传广告，由喬納斯・艾克朗执导，并发行于同一天。

## 创作技巧
《每一天都值得欢庆》由佩芮作词和公爵杜蒙制作。这首歌的歌词讲述了爱是最棒的圣诞节礼物。其背景伴唱了合唱团和佩芮唱的副歌是：
我们不需要树下的东西

你已经给了我所需要的

每一天都值得欢庆

你是我们庆祝的原因

每一天都值得欢庆

而你就是原因
这张单曲包含了70年代迪斯科要素和一个巨大的贝斯和音。这首是受到福音所影响的舞曲和佩芮第一首的圣诞歌。